# The Rage of Paris (película de 1921)
The Rage of Paris es una película muda de género dramática de 1921 dirigida por Jack Conway y protagonizada por Miss DuPont, Elinor Hancock y Jack Perrin.

## Reparto
- Miss DuPont como Joan Coolidge
- Elinor Hancock como Mrs. Coolidge
- Jack Perrin como Gordon Talbut
- Leo White como Jean Marot
- Ramsey Wallace como Mortimer Handley
- Freeman Wood como Jimmy Allen
- Eve Southern como Mignonne Le Place
- Mathilde Brundage como Mme. Courtigny
- J.J. Lance como Mons. Dubet